# Murrayonidae
Murrayonidae é uma família de esponjas marinhas da ordem Murrayonida.

## Gêneros
- Murrayona Kirkpatrick, 1910